# Bäumchen wechsel dich
Bäumchen wechsel dich oder auch Bäumchen wechselt euch ist ein altes Kinderspiel, das schon Ende des 19. Jahrhunderts bekannt war, wie aus einem Gemälde von Max Liebermann aus dem Jahr 1882 hervorgeht.

## Charakter
Es handelt sich um ein Laufspiel, das vor allem im Freien gespielt wird und als Bewegungsspiel bereits bei Vorschulkindern beliebt ist. Es lässt sich lernfördernd auch als vitalisierende Unterbrechung eines Unterrichtsvormittags einsetzen und ist geeignet, Abwechslung in eine Kinderparty zu bringen.

## Spielgelände und Spieler
Für die Grundform des Geländespiels bilden mehrere Bäume, etwa im Wald, in einem Park oder einer Gartenanlage, das Spielfeld. Ihre Anzahl beträgt eine weniger als die der Mitspieler. Bei einer Überzahl an Bäumen im Gelände werden die für das Spiel geltenden markiert. Nur sie dürfen im Spiel angesteuert werden. Die Abstände zwischen den Bäumen sollten dem Alter und den Laufleistungen der Kinder entsprechen. Ab etwa drei Mitspielern können sich beliebig viele Interessenten an dem Spiel beteiligen.

## Spielablauf
Zu Spielbeginn nehmen bis auf einen ausgelosten Ansager, der außerhalb der Baumrunde steht, alle Mitspieler an einem eigenen Baum ihre Ausgangsstellung ein. Mit der Aufforderung des Ansagers „Bäumchen (Pause) wechselt euch“ oder „Bäumchen, Bäumchen wechselt euch“ muss sich dann, einschließlich des Ausrufers selbst, jeder schnellstens einen neuen Baum suchen und dort positionieren. Wer das nicht schafft, wird zum neuen Ausrufer, und das Spiel um den Platz an einem Baum beginnt von neuem.

## Varianten
- Als Straßenspiel organisiert, können auch mit Kreide gezogene Kreise die Bäume ersetzen. Die Spieler stellen in ihnen dann selbst die Bäume dar.
- Beim Hallenspiel können ausgelegte Reifen oder Springseile als Standorte der Bäume dienen.
- In einem baumlosen Freigelände genügen mit einem Stock auf dem Erdreich gezogene Markierungen für die Darstellung der Positionen der Bäume.
- Mit einem Ball gespielt, versucht der Ausrufer zunächst, einen der besetzten Bäume mit dem Ball zu treffen, was der Besitzer in körperlichem Kontakt mit seinem Baum verhindern muss. Scheitern mehrere Ansätze, einen Baum auf diese Weise zu gewinnen, bleibt dem Angreifer noch die Möglichkeit, durch die Aufforderung „Bäumchen wechselt euch“ an einen freigewordenen Baum zu kommen.[2]

## Sonstiges
- Der impressionistische Maler Max Liebermann hat das schon damals bekannte Fangspiel „Bäumchen wechselt euch“ in einem Gemälde von 1882 festgehalten.[3][4]
- Von dem alten Kinderspiel leitet sich auch die gleichlautende allgemeine Redewendung ab, die als gebräuchliche Metapher für einen Partnerwechsel oder einen Rollentausch steht.
- Unter dem deutschen Titel „Bäumchen, Bäumchen, wechsle dich“ (Originaltitel „Quarante-huit heures d’amour“, deutsch „48 Stunden der Liebe“) erschien im Jahr 1969 die deutsche Fassung eines Spielfilms des französischen Regisseurs Jacques Laurent in den Theatern, der einen Partnertausch zum Thema hat und dessen Name vermutlich in Anlehnung an das Kinderspiel entstand.